# Conte di Cavour (nave da battaglia)
La corazzata Conte di Cavour fu una nave da battaglia italiana della classe omonima, in servizio nella Regia Marina durante la prima e la seconda guerra mondiale. Venne così battezzata in onore dello statista Camillo Benso, conte di Cavour.
Il motto della nave, scritto da D'Annunzio, era "A nessuno secondo".

## Caratteristiche
La nave aveva un dislocamento a pieno carico di oltre 25000 tonnellate e raggiungeva i 21 nodi grazie ad un apparato motore costituito da venti caldaie Blechhynden, di cui otto con combustione a nafta e dodici con combustione mista carbone e nafta, che alimentavano tre gruppi indipendenti di turbine (uno ad alta pressione e due a bassa pressione) che agivano su quattro eliche, sviluppando 31.000 HP di potenza complessiva, con un'autonomia di 4.800 miglia ad una velocità di 10 nodi.
L'armamento principale si componeva di tredici cannoni da 305/46mm ripartiti in cinque torri, tre trinate e due binate. L'armamento secondario era costituito da 18 cannoni da 120/50mm, e 22 cannoni da 76/50mm, mentre l'armamento silurante era costituito da tre tubi lanciasiluri da 450mm, ognuno dei quali dotato di tre siluri.

## Prima guerra mondiale e primo dopoguerra
Costruita all'Arsenale della Spezia, il suo scafo venne impostato nel 1910 e varata nel 1911.
Allestita nell'imminenza della prima guerra mondiale e ricevuta la bandiera di combattimento il 6 aprile 1915, la nave venne assegnata alla base di Taranto.

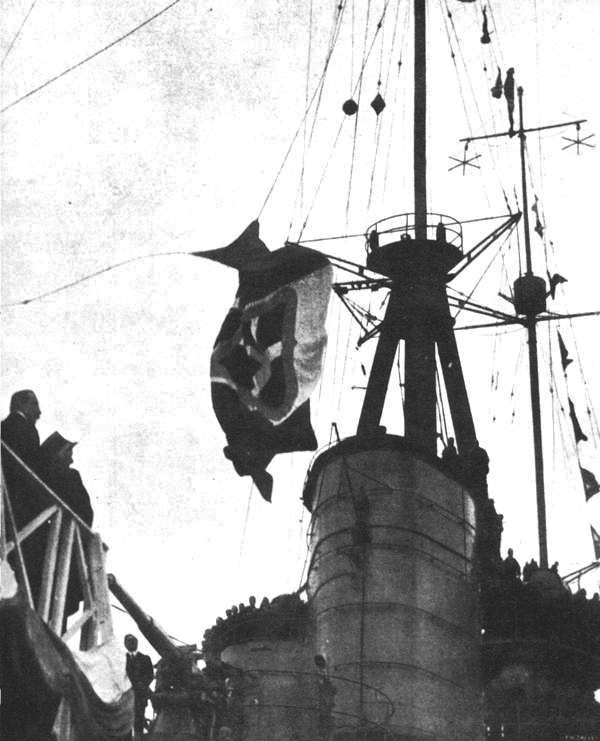
La consegna della bandiera di combattimento

Il cofano e l'insegna di battaglia furono donati dalla città di Torino e la consegna avvenne alla Spezia alla presenza del Duca di Genova.
Il cofano della bandiera aveva un bassorilievo con il volto di Cavour e poggiava su una base di alabastro ornato di cornici e bronzi dorati. Attualmente il cofano e la Bandiera sono conservati al Sacrario delle Bandiere del Vittoriano a Roma.
Il 24 maggio 1915, allo scoppio della guerra contro l'Impero austro-ungarico, divenne la nave di bandiera del vice-ammiraglio Luigi Amedeo di Savoia-Aosta. Durante la guerra non prese parte a missioni attive, a causa della politica passiva adottata dalla Marina italiana ed austriaca, trascorrendo infatti 966 ore in esercitazioni e solo 40 ore in tre azioni di guerra incruente.
Dopo la guerra, il Conte di Cavour prese parte a una crociera propagandistica nel Nord America, toccando i porti di Gibilterra, Ponta Delgada, Faial, Halifax, Boston, Newport, Tompkinsville, New York, Filadelfia, Annapolis e Hampton Roads.
Nell'estate del 1922 il re Vittorio Emanuele III di Savoia vi si imbarcò per visitare le città italiane liberate sul mare Adriatico.
Nella tarda estate del 1923 in occasione della Crisi di Corfù, insieme al gemello Giulio Cesare e alle Duilio, il 29 agosto attaccò l'isola greca di Corfù, come rappresaglia per l'uccisione di rappresentanti italiani a Giannina avvenuto il 27 agosto, in cui la missione militare italiana, presieduta dal generale Tellini e incaricata dalla Conferenza degli Ambasciatori della delimitazione del confine greco-albanese, fu trucidata in un'imboscata. Il capo del governo italiano Mussolini chiese che la flotta greca, in un'apposita cerimonia, rendesse gli onori alla bandiera italiana. La proposta fu rifiutata dal governo greco e Mussolini replicò inviando una divisione navale composta dalle corazzate Cavour, Cesare, Doria e Duilio per occupare Corfù. Dopo che le navi italiane bombardarono il 29 agosto il vecchio forte della città, il governo greco cedette, rendendo gli onori alla bandiera italiana al Falero (uno dei porti presso Atene). Le unità fecero rientro a Taranto a fine settembre.

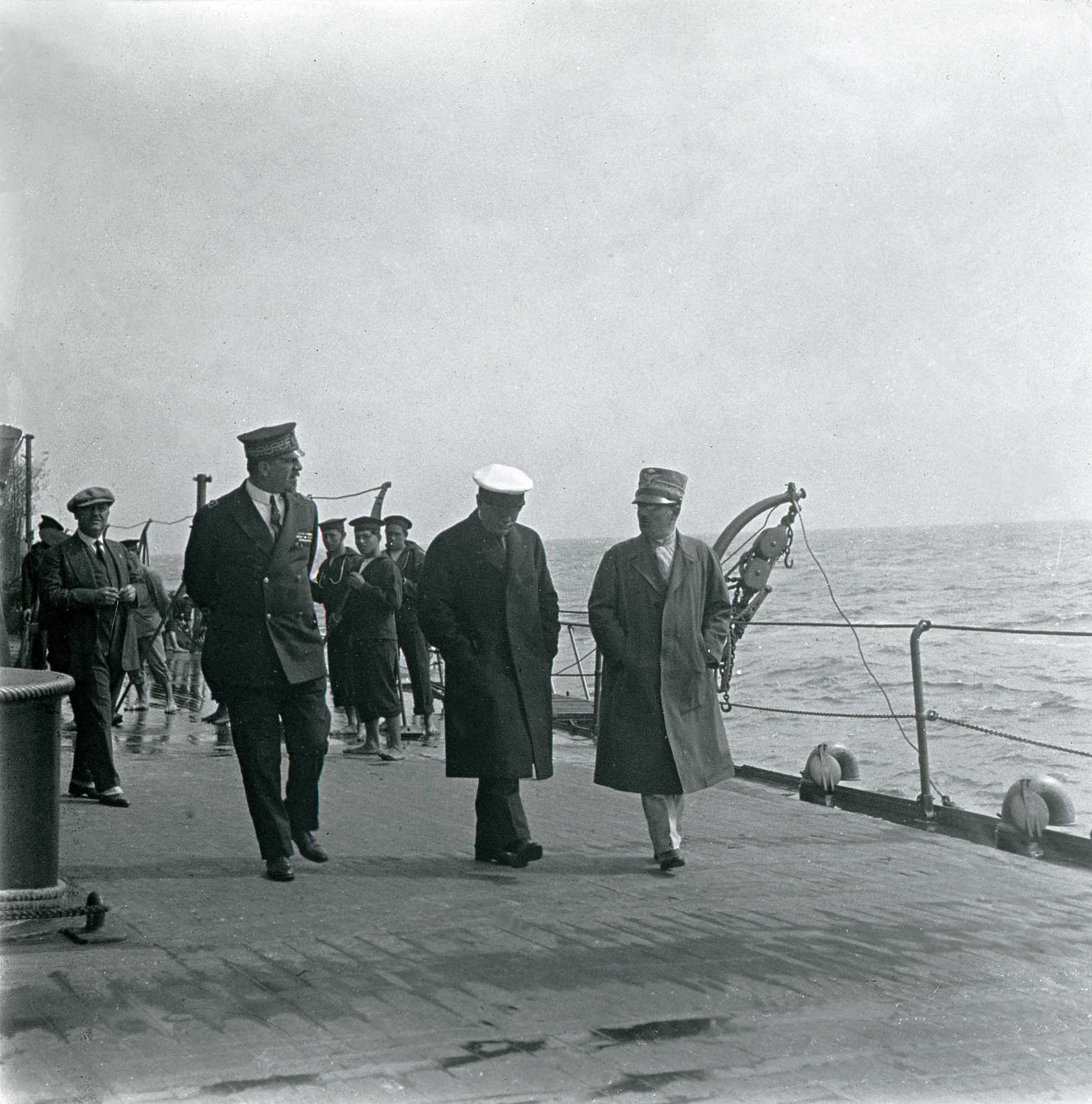
Il Duce passeggia sul ponte della regia nave Cavour in rotta verso Tripoli.

Nel 1924, insieme a Dante Alighieri e Duilio, effettuò una crociera nelle acque spagnole in occasione della visita in Spagna del Re d'Italia, mentre nell'aprile 1925 Benito Mussolini se ne servì per recarsi a Tripoli.
Nel corso degli anni venti l'unità fu sottoposta a vari lavori di ammodernamento con modifiche dell'armamento antiaereo, sostituendo sei cannoni da 76/50mm con altrettanti pezzi da 76/40mm di concezione più moderna. Venne sostituito anche l'albero anteriore tripode con un albero quadripode a sostegno di una centrale telemetrica più alta che ne modificava il profilo.
Nel 1925 sul Conte di Cavour, così come sul Giulio Cesare, venne imbarcato un idrovolante da ricognizione M.18, che venne sistemato sul cielo della torre centrale in un'apposita sella brandeggiabile per potere orientare il velivolo secondo la direzione del vento. L'aereo veniva messo in mare ed issato a bordo per mezzo di un albero di carico. Nel 1926, per il lancio dell'idrovolante, fu installata anche una catapulta.

### Il disarmo
Il 12 maggio 1928 l'unità, insieme alla gemella Giulio Cesare, venne posta in disarmo a Taranto in attesa di essere radiata e avviata successivamente alla demolizione, ma il progetto venne accantonato temendo di indebolire eccessivamente la flotta italiana rispetto alla Marine nationale francese. Inoltre le due nuove corazzate francesi della classe Dunkerque (Dunkerque e Strasbourg) avrebbero di gran lunga declassato tutte le corazzate italiane.
All'inizio degli anni trenta venne deciso un suo riammodernamento e nell'ottobre 1933, cinque anni dopo essere stata posta in disarmo, venne trasferita nel Cantiere San Marco di Trieste per essere sottoposta a radicali lavori di riammodernamento.

## Ricostruzione
La ricostruzione, avvenuta tra il 1933 e il 1937 nei Cantieri Riuniti dell'Adriatico di Trieste, modificò il profilo della nave lasciando inalterato solo il 40% della struttura originale, con profonde modifiche allo scafo la cui lunghezza aumentò di 10,3 m a causa della sovrapposizione di una nuova prora alla vecchia.
La nave venne dotata di nuovi ponti corazzati; i due fumaioli risultarono più bassi e più ravvicinati. Il torrione, completamente ricostruito a forma di cono non molto elevato, aveva alla sommità della plancia i telemetri per il calcolo della distanza dei bersagli e le apparecchiature per la direzione del tiro dei calibri principali.
L'armamento principale vide l'eliminazione della torre a centronave e la ri-tubazione delle altre torri da 305/46mm a 320mm/44, per un totale di 10 cannoni in due torri trinate e due torri binate.
L'armamento secondario fu totalmente modificato sbarcando tutti i vecchi cannoni, sostituendoli con 12 cannoni da 120/50mm in sei torrette binate, disposte tre per lato.
L'armamento antiaereo principale era costituito da 8 cannoni da 100/47mm in torrette binate, 2 per ogni lato della nave. Completavano l'armamento antiaereo 16 mitragliere da 37/54mm e dodici da 20/65 mm, mentre vennero rimossi i lanciasiluri.
Molto interessante era la protezione subacquea, denominata cilindri assorbitori modello "Pugliese" (dal nome dell'ingegnere e generale del Genio Navale Umberto Pugliese che lo progettò).
Furono installati nuovi motori dalla potenza di 93.000 CV, che consentivano di raggiungere una velocità di 28 nodi.
La ristrutturazione ne fece complessivamente una nave di buon livello, anche se con scarse difese antiaeree e antisottomarine.

## Rientro in servizio
Al termine dei lavori, il Conte di Cavour, rientrò in servizio il 1º giugno 1937 e raggiunse la sua base di Taranto.

Il Conte di Cavour a Napoli durante la rivista navale del 1938

La nave partecipò, insieme a tutte le principali unità della squadra, alla rivista navale di Napoli del 5 maggio 1938, nel corso della quale ospitò a bordo re Vittorio Emanuele III, Hitler e Mussolini.
Nell'aprile 1939 il Conte di Cavour partecipò all'occupazione dell'Albania. Nell'occasione la Regia Marina schierò davanti alle coste albanesi una squadra navale al comando dell'ammiraglio Arturo Riccardi (con insegna su Conte di Cavour), composta dalle due Cavour, dai quattro incrociatori pesanti Zara, dagli incrociatori leggeri Abruzzi, Garibaldi e Bande Nere, 13 cacciatorpediniere, 14 torpediniere e varie motonavi su cui erano imbarcati in totale circa 11.300 uomini, 130 carri armati e materiali di vario genere. Nonostante l'imponente spiegamento di forze, l'azione delle navi italiane, nei confronti dei timidi tentativi di reazione da parte albanese, si limitò soltanto ad alcune salve sparate a Durazzo e a Santi Quaranta. Le forze italiane incontrarono scarsissima resistenza e in breve tempo tutto il territorio albanese fu sotto il controllo italiano, con re Zog costretto all'esilio.
L'occupazione dell'Albania, che poneva l'Adriatico sotto l'esclusivo controllo italiano con la possibilità di chiuderne definitivamente l'accesso, dal punto di vista politico rispondeva all'occupazione tedesca dei Sudeti, anticipando quella che nel primo periodo della seconda guerra mondiale sarebbe stata la cosiddetta "guerra parallela"; contemporaneamente intendeva far capire al resto d'Europa, e soprattutto alla Francia, che i Balcani rientravano nella sfera d'influenza esclusiva dell'Italia.

## Seconda guerra mondiale
L'unità, il 10 giugno 1940 allo scoppio della seconda guerra mondiale, era inquadrata nella Vª Divisione navi da battaglia nell'ambito della Iª Squadra Navale di base a Taranto ricoprendo il ruolo di nave insegna della Divisione con insegna dell'ammiraglio Brivonesi, mentre alla corazzata gemella Giulio Cesare era assegnato il ruolo di ammiraglia della flotta con insegna dell'ammiraglio Inigo Campioni.
Il 9 luglio 1940, al comando del Capitano di Vascello Ernesto Ciurlo, partecipò al primo scontro tra la Marina italiana e la Royal Navy, la battaglia di Punta Stilo.
Il 30 agosto successivo presero parte, con gran parte delle unità della Iª Squadra, ad un'azione di contrasto al tentativo inglese di rifornire Malta facendo giungere un convoglio da Alessandria d'Egitto, denominato dai britannici Operazione Hats. La Squadra Navale italiana, che vedeva per la prima volta l'impiego delle due nuovissime navi da battaglia della Classe Littorio, non riuscì però a venire a contatto con il nemico, anche a causa di una violenta burrasca che costrinse al rientro le navi italiane non potendo i cacciatorpediniere reggere il mare.

### La notte di Taranto

La nave semisommersa dopo l'attacco di Taranto

Nella notte tra l'11 e il 12 novembre 1940, mentre si trovava nel porto di Taranto, la nave venne gravemente danneggiata da un siluro lanciato da un aerosilurante inglese Swordfish, partito dalla portaerei inglese Illustrious, restando semiaffondata nei fondali.
Quell'unico siluro, munito di acciarino magnetico, capace di esplodere passando sotto lo scafo di una nave senza impatto diretto, passò sotto le reti antisiluri e colpì la nave nell'opera viva, poco distante dal deposito munizioni di prora; a causa di una non eccelsa robustezza strutturale, la fiancata sinistra venne squarciata da una falla di 12x8 metri che causò l'imbarco di molta acqua. A causa della insufficiente compartimentazione interna e di alcuni errori di valutazione non si riuscì a contrastare l'ingresso dell'acqua, e vi fu anche un ritardo nella richiesta di aiuto per avere mezzi idonei allo spostamento della corazzata su bassi fondali, evitando l'affondamento in acque profonde La Conte di Cavour fu portata su un basso fondale, dove si adagiò con l'acqua che sommergeva il ponte di coperta. L'esplosione causò la morte di 17 componenti dell'equipaggio.
Nella stessa notte, passata alla storia come la notte di Taranto, gli aerosiluranti inglesi, in tre ondate di attacchi, danneggiarono anche i cacciatorpediniere Libeccio e Pessagno, le corazzate Duilio e Littorio e l'incrociatore Trento. A queste vanno sommati diversi mercantili danneggiati e depositi di carburante bombardati. Per quanto riguarda il bilancio umano, l'azione inglese comportò 85 morti, di cui 55 civili, e 581 feriti.

Il Conte di Cavour a Trieste durante i lavori di riparazione

Fu immediatamente deciso il recupero della nave, che fu rimessa a galla il 22 dicembre successivo, vennero smontati l'armamento e la centrale telemetrica del torrione, ed inviato in bacino. Alla fine del 1941 venne trasferita, navigando con i propri mezzi, al Cantiere navale San Marco di Trieste per completare le riparazioni ed eseguire lavori di ammodernamento con particolare riguardo alla difesa contraerea di cui venne previsto un ulteriormente potenziamento. L'armamento antiaereo previsto avrebbe dovuto essere configurato in dodici cannoni da 135/45 mm in sei impianti binati, dodici cannoni singoli da 65/64mm, ventitré mitragliere da 20/65mm in tre complessi singoli e dieci complessi binati; vennero previsti anche una nuova direzione tiro e l'installazione di un radar.
Il Conte di Cavour tuttavia non ritornò più in servizio attivo, poiché l'esigenza della Regia Marina era di costruire unità di scorta come cacciatorpediniere e torpediniere (in quel momento ritenute più utili allo sforzo bellico); i lavori di riparazione furono rallentati e alla proclamazione dell'armistizio dell'8 settembre 1943 non erano stati ancora completati.
Nei cinque mesi di guerra il Conte di Cavour aveva percorso 5583 miglia per oltre 297 ore di moto e consumato 4801 tonnellate di nafta.

### Armistizio
In seguito alle vicende armistiziali, non essendo la nave in grado di prendere il mare, il 10 settembre l'equipaggio venne fatto sbarcare; il giorno dopo la corazzata venne catturata dai tedeschi che avevano occupato Trieste (entrando così a far parte dell'Adriatisches Küstenland) e preso il controllo dei cantieri navali.
Gli ormai ex-alleati tedeschi però si disinteressarono di completare i lavori, recuperarono tulle le artiglierie facilmente utilizzabili e poi si limitarono solamente a spostare la nave dalla banchina di allestimento, da lasciar libera per altri lavori, trasferendola nel vallone del Muggiano. Il Conte di Cavour fu praticamente abbandonata, anche se si era pensato di sbarcarne l'armamento principale per essere utilizzato nelle realizzazione di alcune batterie costiere, di cui una era prevista a sud di Pola.
Il 20 febbraio 1945, durante un bombardamento alleato su Trieste, il Conte di Cavour venne fatto ripetutamente bersaglio di un lancio di bombe, due delle quali lo colpirono. Nonostante il danno provocato non fosse molto grave, a causa della sconnessione di alcune lamiere della carena si era aperta una via d'acqua che provocò l'abbassamento del bordo libero della fiancata fino agli oblò e ai boccaporti (che erano stati lasciati aperti), fatto che causò un maggiore afflusso di acqua all'interno della nave e provorondono lo sbandamento fino al ribaltamento: i cannoni, il torrione e l'albero andarono a piantarsi nel fango del fondale, lasciando la carena in vista.

## Il recupero e la demolizione
Dopo la guerra il Conte di Cavour venne definitivamente radiato il 27 febbraio 1947 e vennero avviate le operazioni di recupero e demolizione del relitto.

Il recupero del relitto

Le operazioni di recupero, molto complesse, ebbero inizio l'8 dicembre 1950; viste le condizioni del fondale piuttosto basso, venne valutato che, dopo aver reso galleggiante il relitto nella posizione in cui si trovava (con la carena in alto), non sarebbe convenuto raddrizzarlo come avvenuto a Taranto nel 1919 con il relitto del gemello Leonardo da Vinci. Venne quindi presa la decisione di pompare l'acqua mediante immissione di aria compressa all'interno del relitto, svuotandolo, allo scopo di alleggerirlo e riportarlo a galla ma, poiché le sovrastrutture avrebbero continuato a toccare il fondale marino anche dopo aver riportato a galla la nave impedendone ogni movimento, venne deciso di procedere al loro taglio e di lasciarle, almeno per il momento, sul luogo dell'affondamento. Con il taglio delle torri principali, il relitto venne alleggerito di circa 3000 tonnellate permettendogli di liberarsi dalla presa del fondale; vennero quindi tagliate le restanti sovrastrutture che rimasero nel fango del fondale del vallone di Muggia.
Il lavoro di recupero terminò il 29 marzo 1952 ed il relitto, dopo essere stato messo a galla, venne rimorchiato per essere successivamente demolito.
Attualmente nella Marina Militare Italiana è in servizio con il nome Cavour una portaerei, consegnata alla Marina Militare il 27 marzo 2008 e che dopo aver ricevuto la bandiera di combattimento a Civitavecchia il 10 giugno 2009 nel corso di una cerimonia in cui era presente il Presidente della Repubblica Giorgio Napolitano, è divenuta pienamente operativa dall'estate 2009.
La portaerei Cavour ricopre il ruolo di ammiraglia della Marina Militare.

## Persone legate alla corazzata
- Luigi Amedeo di Savoia-Aosta, viceammiraglio
- Giuseppe Cigala Fulgosi, capitano di corvetta
- Jerzi Sas Kulczycki, capitano di fregata
- Ernesto Ciurlo, capitano di Vascello
- Leonardo Aimeri - 1912- ufficiale
- Angelo Carollo -1918- capocannoniere
- Giuseppe Rondini -1920- cannoniere